# Liste der Kategorie-A-Bauwerke auf den Orkneyinseln

Lage der Orkneyinseln in Schottland

Die Liste der Kategorie-A-Bauwerke auf den Orkneys umfasst sämtliche in der Kategorie A eingetragenen Baudenkmäler auf den Orkneyinseln. Die Einstufung wird anhand der Kriterien von Historic Scotland vorgenommen, wobei in die höchste Kategorie A Bauwerke von nationaler oder internationaler Bedeutung einsortiert sind. Auf den Orkneyinseln sind derzeit 17 Bauwerke in der Kategorie A gelistet.
| Name                         | Insel, Lage                                         | Typ          | Eintrag | Bild                         |
| ---------------------------- | --------------------------------------------------- | ------------ | ------- | ---------------------------- |
| Italian Chapel               | Lamb Holm 58° 53′ 23,7″ N, 2° 53′ 22,1″ W           | Kirche       | 12728   | Italian Chapel               |
| Hoy Sound High Lighthouse    | Graemsay 58° 56′ 8,4″ N, 3° 16′ 23,5″ W             | Leuchtturm   | 12736   | Hoy Sound High Lighthouse    |
| Sule Skerry Lighthouse       | Sule Skerry 59° 5′ 5″ N, 4° 24′ 26,4″ W             | Leuchtturm   | 18598   |                              |
| Balfour Castle               | Shapinsay 59° 1′ 54,1″ N, 2° 55′ 0,4″ W             | Herrenhaus   | 18615   | Balfour Castle               |
| Skaill House                 | Mainland, Skara Brae 59° 2′ 51,5″ N, 3° 20′ 11,6″ W | Herrenhaus   | 18704   | Skaill House                 |
| Melsetter House              | Hoy 58° 47′ 8,4″ N, 3° 15′ 48,7″ W                  | Villa        | 18712   | Melsetter House              |
| Rysa Lodge                   | Hoy 58° 50′ 52,3″ N, 3° 12′ 15,4″ W                 | Villa        | 18714   |                              |
| North Kirk                   | South Ronaldsay 58° 48′ 6,7″ N, 2° 55′ 4,3″ W       | Kirche       | 18718   | North Kirk                   |
| Pentland Skerries Lighthouse | Muckle Skerry 58° 41′ 24,7″ N, 2° 55′ 29″ W         | Leuchtturm   | 18728   | Pentland Skerries Lighthouse |
| Hall of Clestrain            | Mainland, Orphir 58° 56′ 57,1″ N, 3° 13′ 34″ W      | Wohngebäude  | 19892   | Hall of Clestrain            |
| St Peter’s Kirk              | Mainland, Sandwick 59° 3′ 32,2″ N, 3° 20′ 11″ W     | Kirche       | 19904   | St Peter’s Kirk              |
| St.-Magnus-Kathedrale        | Mainland, Kirkwall 58° 58′ 52,9″ N, 2° 57′ 35″ W    | Kirche       | 36668   | St.-Magnus-Kathedrale        |
| Orkney Museum                | Mainland, Kirkwall 58° 58′ 53″ N, 2° 57′ 40,1″ W    | Museum       | 36677   | Orkney Museum                |
| Sheep Dyke                   | North Ronaldsay 59° 22′ 18,5″ N, 2° 24′ 55″ W       | Schafdeich   | 46400   | Sheep Dyke                   |
| Kapelle von Melsetter House  | Hoy 58° 47′ 7,8″ N, 3° 15′ 50,1″ W                  | Kapelle      | 48359   |                              |
| Garten von Melsetter House   | Hoy 58° 47′ 6,6″ N, 3° 15′ 49,5″ W                  | Gartenanlage | 48362   |                              |
| Scapa Flow Visitor Centre    | Hoy 58° 50′ 1″ N, 3° 11′ 25″ W                      | Museum       | 50533   | Scapa Flow Visitor Centre    |